# Paprika (film)
Paprika (パプリカ, Papurika) is een Japanse psychologische thriller anime met sciencefiction elementen uit 2006. Hij werd geschreven en geregisseerd door Satoshi Kon en is gebaseerd op Yasutaka Tsutsui's roman Paprika uit 1993. De film gaat over een psycholoog die een apparaat gebruikt om patiënten te helpen door in hun dromen te stappen. Paprika is Kons vierde en laatste film voor zijn dood in 2010. Stemacteurs Megumi Hayashibara, Toru Emori, Katsunosuke Hori, Toru Furuya, Akio Otsuka, Koichi Yamadera en Hideyuki Tanaka spelen mee in de film.
Kon schreef het script samen met Seishi Minakami. De Japanse animatiestudio Madhouse animeerde en produceerde de film samen met Sony Pictures Entertainment Japan, dat de film uitgaf in Japan. De muziek werd gecomponeerd door Susumu Hirasawa.

## Verhaal
In de nabije toekomst wordt een nieuwe vorm van psychotherapie genaamd droomtherapie uitgevonden. Een apparaat genaamd "DC Mini" laat de gebruiker toe om andere mensen hun dromen te zien. Het hoofd van het team dat werkt aan deze therapie, dokter Atsuko Chiba, begint de machine illegaal te gebruiken om psychiatrische patiënten buiten het onderzoekscentrum te helpen. Hierbij gebruikt ze haar alter ego Paprika, een personage dat ze aanneemt in de droomwereld.
Paprika geeft therapie aan detectieve Toshimi Konakawa, die geplaagd wordt door een steeds terugkerende droom. De onvolkomenheid van de droom is een grote stressbron voor hem. Op het einde van hun sessie geeft Paprika Konakawa een kaartje met een website erop. Dit soort therapie wordt niet officieel toegelaten. Daarom moeten Chiba, haar collega's en Konakawa ervoor zorgen dat het gebruik ervan niet lekt. Chiba's bondgenoot is doktor Kosaku Tokita, een obese en kindse uitvinder die de DC Mini ontwierp. Omdat de DC Mini een prototype is, staat er nog geen beveiliging op. Hierdoor kan iedereen er gebruik van maken om andermans dromen te bezoeken. Dit zorgt voor problemen wanneer het apparaat gestolen wordt. Bijna meteen na de diefstal begint dokter Torataro Shima, het departementshoofd, wartaal uit te slaan, waarna hij uit een raam springt en zichzelf bijna doodt.
Tokita onderzoekt de droom die Shima zag toen hij uit het raam sprong. De droom bestaat uit een parade van objecten. Tokita herkent zijn assistent, Kei Himuro, in de meute. Dit bevestigt zijn vermoeden dat de diefstal van binnenuit gebeurde. Nadat twee andere onderzoekers ten prooi vallen aan de DC Mini, wordt het gebruik van het apparaat verboden door het hoofd van het bedrijf dat het apparaat maakte. Ondanks deze maatregel gaat de absurde parade waaraan mensen ten prooi vallen in hun dromen door. Tokita stapt binnen in Himuro's droom in de hoop antwoorden te vinden, maar hij belandt in Konakawa's droom en wordt zo het volgende slachtoffer. Paprika en Shima nemen de touwtjes in handen en ontdekken dat Himuro gemanipuleerd wordt door het bedrijfshoofd: de echte misdadiger. Hij gelooft dat hij dromen moet beschermen van elke menselijke invloed. Dit tracht hij te bereiken via droomtherapie en met behulp van dokter Morio Osanai. Het duo neemt Paprika gevangen in een droom. Osanai bekent zijn liefde voor Chiba en pelt Paprika's huid tot Chiba tevoorschijn komt. Het bedrijfshoofd wordt woedend en eist dat Chiba wordt afgemaakt. Beiden delen nu een lichaam en vechten voor controle terwijl ze ruziën over Chiba's lot. Konakawa treedt de droom ook binnen via zijn eigen steeds terugkomende droom en vlucht met Chiba terug naar zijn eigen droom. Osanai achtervolgt hen, waarna Konakawa hem neerschiet om zo controle te krijgen over Konakawa's droom. Osanai sterft echter vanwege een echte schotwond in zijn fysieke lichaam.
Droom en realiteit lopen nu over in elkaar. De droomparade brengt chaos in de stad. De realiteit begint ontdaan te komen. Shima wordt bijna vermoord door een Japanse reuzepop, maar wordt gered door Paprika. Paprika is namelijk een entiteit geworden die nu apart staat van Chiba. Tokita, die nu een reuzerobot is, eet Chiba op en wil Paprika hetzelfde aandoen. Chiba's verschijnt en geeft toe dat ze verliefd is op Tokita, maar dat ze tot nu toe deze emoties verstopte voor zichzelf. Ze leert leven met haar emoties en met het deel van zichzelf dat Paprika vormt.
Chiba's geest verschijnt en biecht haar gevoelens voor Tokita op, welke ze tot nu toe steeds onderdrukte. Ze komt in het reine met haar gevoelens en met het deel van haar dat Paprika vormt. Het bedrijfshoofd keert terug en neemt de vorm aan van een levende nachtmerrie. Hij wil almacht en dreigt om de wereld te verduisteren met zijn desillusies. Paprika duikt in Tokita's robotlichaam. Een baby verschijnt uit de robot en zuigt wind in haar longen. Ze wordt ouder en neemt uiteindelijk het bedrijfshoofd zelf in zich op, waarna ze een volwassen combinatie van Chiba en Paprika wordt. In deze vorm neemt ze de droom van het bedrijfshoofd op. Zijn nachtmerrie lost op, waarna hij verdwijnt.
In de laatste scène zit Chiba naast Tokita's bed als Tokita wakker wordt. Later bezoekt Konakawa de website die op Paprika's kaartje stond. Hij ontvangt een boodschap van Paprika: "Atsuko zal haar achternaam veranderen naar Tokita... En ik stel voor dat je de film Dreaming Kids bekijkt." Konakawa gaat een bioscoop binnen en koopt een kaartje voor de film Dreaming Kids.

## Productie

### Stemacteurs
- Megumi Hayashibara als Dokter Atsuko Chiba, een bescheiden psychiater en onderzoekster aan het Instituut voor Psychiatrisch Onderzoek. Ze gebruikt de DC Mini om haar patiënten te verzorgen binnen hun dromen. Hiervoor gebruikt ze haar alter ego: Paprika.
- Toru Furuya als Dokter Kosaku Tokita, een obees, kinds genie en de uitvinder van de DC Mini. Hij is Chiba's bondgenoot, hoewel ze hem op afstand houdt. Tokita noemt Chiba vaak "At-chan" als teken van zijn affectie voor haar.
- Toru Emori als Dokter Seijiro Inui, het rolstoelgebonden bedrijfshooft van het Instituut voor Psychiatrisch Onderzoek. Hij noemt zichzelf de "beschermer van de droomwereld", maar gebruikt de DC Mini voor zijn eigen slechte doelen. Hij wil het apparaat gebruiken om zowel macht als mobiliteit te verkrijgen.
- Katsunosuke Hori als Dokter Torataro Shima, het vrolijke en vriendelijke diensthoofd van het Instituut voor Psychiatrisch Onderzoek. Hij steunt Chiba.
- Akio otsuka als Detective Toshimi Konakawa. Hij is bevriend met Shima en een client van Paprika. Hij wordt geplaagd door een steeds wederkerende droom die het resultaat is van zijn angststoornis. Hij voelt zich aangetrokken tot Paprika.
- Hideyuki Tanaka als Man.
- Koichi Yamadera als Dokter Morio Osanai, een onderzoeker en Chiba's collega. In realiteit helpt hij het bedrijfshoofd met diens kwaadaardige plannen. Zijn liefde voor Chiba neemt een obsessieve kant aan.
- Satomi Korogi als een Japanse pop die doorheen het verhaal opduikt.
- Daisuke Sakaguchi als Kei Himuro, een vriend van Tokita. Hij wordt verdacht van de diefstal van de DC Mini.
- Mitsuo Iwata als Dokter Yalsushi Tsumura.
- Rikako Aikawa als Dokter Nobue Kakimoto.
- Yalsutaka Tsutsui, de auteur van de roman waarop het boek gebaseerd is, als Koga.
- Satoshi Kon, de regisseur, als Jinnai, twee barmannen die vrienden worden met Konakawa.

### Muziek
De soundtrack van Paprika werd uitgegeven op 23 november 2006 op het label TESLAKITE. Susumu Hirasawa componeerde de muziek. De cd bevat een bonusfilmpje.
De muziek van deze film werd bekend onder het grote publiek omdat het een van de eerste film soundtracks is die gebruik maakt van Vocaloid (Lola) voor zang. Het is eveneens Hirasawa's laatste album waarin hij gebruik maakt van een Amiga-computer. Al zijn MIDI-geluiden werden gemaakt op een Amiga 4000 met de software Bars n Pipes.

## Uitgave

### Festivals
Paprika's première vond plaats op 2 september 2006 op het 63ste Filmfestival van Venetië. De film werd getoond op het 44ste New York Film Festival op 7 oktober 2006. Op 21-29 oktober 2006 nam de film deel aan de wedstrijden op het 19de Tokyo International Film Festival Van 23 februari tot 3 maart 2007 nam het ook deel aan de 27ste editie van Fantasporto. Op het 2007 National Cherry Blossom Festival in Washington D.C. werd Paprika getoond als de slotfilm van de animemarathon van het festival. Op 21 april 2007 werd de film vertoond op het Sarasota Film Festival in Florida. Op 22 juli 2007 volgde een vertoning op het 39ste International Film Festival in Auckland.

## Ontvangst
Paprika ontving positieve recensies van filmcritici. Op Rotten Tomatoes kreeg de film een gemiddelde score van 7.3/10. Metacritic gaf de film een 81/100.
Paprika won de Beste Theatrale Langspeelfilm Animeprijs op de zesde Tokyo Anime Awards tijdens de Tokyo International Anime Fair in 2007.

### Prijzen en nominaties
Paprika won de volgende prijzen en nominaties:
| Jaar | Prijs                               | Categorie                                  | Winnaar     | Resultaat   |
| ---- | ----------------------------------- | ------------------------------------------ | ----------- | ----------- |
| 2006 | Montréal Festival of New Cinema     | Publiekskeuzeprijs                         | Satoshi Kon | Gewonnen    |
| 2006 | 63ste Filmfestival van Venetië      | Gouden Leeuw                               | Satoshi Kon | Genomineerd |
| 2007 | Fantasporto                         | Keuzeprijs der critici (Prêmio da Crítica) | Satoshi Kon | Gewonnen    |
| 2007 | Newport Beach Film Festival         | Langspeelfilmprijs met Beste Animatie      | Satoshi Kon | Gewonnen    |
| 2007 | Online Film Critics Society Prijzen | Beste Geanimeerde Film                     |             | Genomineerd |

## Live-action bewerking
Een live-action bewerking van Paprika was in de maak in 2010. De film zou geregisseerd worden door Wolfgang Petersen. Er kwamen echter geen nieuwe updates meer over het productieproces na de uitgave van Inception. Deze film van Christopher Nolan had een gelijkaardig verhaal.